# Corrado Melis
Corrado Melis (* 11. března 1963 Sardara) je italský římskokatolický duchovní a biskup Ozieri.

## Život
Narodil se 11. března 1963 v Sardaře.
Vstoupil do nižšího semináře ve Villacidro a poté studoval teologii na Papežské teologické fakultě Sardinie v Cagliari. Dne 25. června 1988 byl biskupem Giovanni Paolem Gibertini vysvěcen na kněze a inkardinován do diecéze Ales-Terralba. Stal se farním vikářem u svaté Barbory ve Villacidro. Od roku 1991 byl rektorem nižšího semináře a o dva roky později byl jmenován animátorem semináře v Cagliari.
Byl ředitelem katechetického úřadu diecéze, biskupským vikářem pro evangelizaci a vzdělávání, vedl pastoraci rodin a ekumenismus. Zastával dalsí pastorační funkce ve farnostech.
Dne 18. července 2015 jej papež jmenoval biskupem Ozieri. Biskupské svěcení přijal 13. září z rukou arcibiskupa Giovanni Angela Becciu a spolusvětiteli byli biskup Giovanni Dettori a biskup Sebastiano Sanguinetti.